# NGC 716
NGC 716 (другие обозначения — IC 1743, UGC 1351, MCG 2-5-54, ZWG 437.49, IRAS01503+1227, PGC 6982) — спиральная галактика с перемычкой (SBa) в созвездии Овен.
Этот объект входит в число перечисленных в оригинальной редакции «Нового общего каталога».
Льюис Свифт в определении склонения NGC 716 сделал ошибку — у него объект получился на 40' южнее.